# Jonah Lomu
Vous lisez un « bon article » labellisé en 2009.

a Compétitions nationales et continentales officielles uniquement.

b Matchs officiels uniquement.
Dernière mise à jour le 15 juin 2010.
Jonah Lomu, né le 12 mai 1975 à Auckland ou Pukekohe selon les sources et mort le 18 novembre 2015 à Auckland, est un joueur international de rugby à XV néo-zélandais évoluant au poste d'ailier. Il commence par le rugby à XIII, puis intègre l'équipe de Nouvelle-Zélande — les All Blacks — en 1994, devenant le plus jeune joueur de l'histoire à endosser le maillot à la fougère argentée.
Arrivé sur la scène internationale du rugby à XV après le début de sa « mondialisation » – concrétisée par la création en 1987 de la Coupe du monde, puis par la professionnalisation de ce sport en 1995 – Jonah Lomu est généralement considéré comme l'une des premières stars d'un sport jusqu'alors peu médiatisé et l'un des joueurs les plus intimidants sur le terrain en raison de son physique hors normes, ayant eu de ce fait un grand impact sur son sport.
Il marque les esprits lors de la Coupe du monde de 1995 en Afrique du Sud, en marquant sept essais en cinq matchs, dont quatre lors de la demi-finale contre l'Angleterre. À partir de ce moment-là, chaque apparition de Lomu est attendue par tous les observateurs et supporters. Il joue pour sept équipes dans le National Provincial Championship et le Super Rugby dont les Auckland Blues, les Chiefs ou plus tard les Wellington Lions et les Hurricanes. Avec les All Blacks, il détient deux records : être le plus jeune joueur à porter le maillot et le meilleur marqueur d'essais en Coupe du monde avec quinze réalisations.
Après avoir bénéficié d'une greffe de rein en 2003, il fait un bref retour à la compétition en 2005, au plus haut niveau en club avec les Cardiff Blues gallois, avant d'arrêter en 2007. Il effectue un nouveau retour en 2009 en signant avec le club français de Marseille Vitrolles pour jouer en Fédérale 1, avant de mettre fin à sa carrière de rugbyman l'année suivante. Jonah Lomu meurt d'un arrêt cardiaque à son domicile d'Auckland, à l'âge de 40 ans.

## Biographie
Né le 12 mai 1975, selon les sources à Auckland, dans l'hôpital de Greenlane ou à Pukekohe à 50 km de cette dernière, Jonah Tali Lomu est le fils de Semisi Lomu et Hepi Lomu. Il est d'origine tongienne, wallisienne par son grand-père maternel, samoane par sa grand-mère maternelle et maorie par son père Semisi. Son enfance est marquée par les mauvais traitements que lui et sa mère subissent de la part de son père. Après avoir passé plusieurs années aux Tonga, il grandit dans les quartiers sud d'Auckland, la ville la plus peuplée de la Nouvelle-Zélande puis est scolarisé au Wesley College (région d'Auckland).
Jonah Lomu se marie à la Sud-Africaine Tanya Rutter en 1996, ils ont respectivement 20 et 19 ans. Ils se rencontrent lors d'une tournée des All Blacks et à la suite de leur union, elle déménage en Nouvelle-Zélande. Néanmoins, leur relation se détériore au bout de deux ans et finalement ils divorcent en 2000. Lomu a par la suite une liaison de quatre années avec Teina Stace.
En août 2003, Jonah se marie avec sa deuxième épouse Fiona Taylor lors d'une cérémonie intime à Waiheke Island,. Fiona Lomu est au côté de son mari lors de ses graves problèmes de santé affectant son système rénal. Peu après, elle devient son manager en remplacement de Phil Kingsley Jones dont Lomu se sépare en 2004. Jonah et Fiona Lomu prennent leurs distances en décembre 2007. Deux mois plus tard, en février 2008, la liaison de Lomu et de Nadene Quirk éclate. Cette dernière est l'épouse de Jarek Goebel, joueur des Auckland Blues, qui s'épanche alors sur son infortune. Dès lors, Lomu quitte Auckland pour rejoindre Quirk à Wellington. En février 2009, il devient le père d'un garçon prénommé Braylee, puis d'un second en septembre 2010 nommé Dhyreille  Lomu épouse Nadene Quirk en 2011. Il décède le 18 novembre 2015 à l'âge de 40 ans.

## Carrière sportive

### Débuts
Jonah Lomu joue au rugby à XIII jusqu'à l'âge de 14 ans avant d'être pris en charge à Wesley, où il est entraîné par Chris Grinterce, qui lui permet de faire ses premiers pas en rugby à XV. Très vite sélectionné dans les équipes régionales, il rejoint Counties Manukau et est régulièrement appelé à disputer les matchs de l'équipe de Nouvelle-Zélande des moins de 17 ans en 1991, puis de l'équipe de Nouvelle-Zélande scolaire en 1992 dans le rugby à XV.
En 1993, le jeune joueur est appelé en sélection des moins de 19 ans puis des moins de 21 ans l'année suivante. Il joue alors dans le pack d'avants,. En mars 1994, il remporte le tournoi de Hong Kong de rugby à sept. Enfin à 19 ans et 45 jours, il devient le plus jeune joueur à endosser le maillot des All Blacks, surnom donné aux joueurs de l'équipe de Nouvelle-Zélande de rugby à XV. Il est sélectionné le 26 juin 1994 à l'occasion d'un test match contre l'équipe de France au stade Lancaster Park à Christchurch, match que les All Blacks perdent 22-8 et où la performance de Lomu est moyenne. Il dispute également un deuxième match contre le même adversaire une semaine plus tard à l'Eden Park d'Auckland pour une nouvelle victoire française 23-20. Il occupe alors lors de ces tests un nouveau poste, le poste d'ailier et il n'a pas les bons placements en défense. Dans cette rencontre, Jean-Luc Sadourny inscrit un essai sur une phase de quatre-vingts mètres où neuf joueurs français sont intervenus pour un essai d'anthologie,. L'équipe de France remporte pour la première fois ses deux test-matchs contre les Néo-Zélandais,.

### Coupe du monde 1995

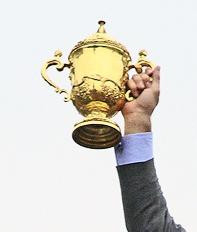
Ce trophée échappe à Jonah Lomu en 1995.

Jonah Lomu dispute de nouveau le tournoi de Hong Kong de rugby à sept en mars 1995. Il y brille et remporte la finale 35-17 avec l'équipe de Nouvelle-Zélande inscrivant deux essais,.
Le joueur d'origine tongienne, qui ne compte que deux sélections en rugby à XV en équipe nationale à 20 ans, est toutefois retenu pour la Coupe du monde 1995. Il surprend tous les observateurs et devient un véritable phénomène en marquant sept essais en cinq matchs dont quatre lors de la demi-finale jouée contre l'équipe d'Angleterre. Pour leur premier match de la Coupe du monde, les All Blacks sont opposés à l'Irlande et Lomu inscrit deux essais pour une victoire écrasante 43-19. Lors du deuxième match, disputé contre le pays de Galles, il est remplacé en cours de match sans avoir inscrit d'essai, mais l'équipe de Nouvelle-Zélande s'impose 34 à 9. Pour le dernier match de poule opposant les All Blacks, déjà qualifiés pour les quarts de finale, au Japon, il est laissé au repos. La victoire est nette et historique sur un score de 145-17, avec vingt transformations sur vingt-et-une tentatives de Simon Culhane (quarante-cinq points) et six essais de Marc Ellis sous le maillot noir. En quart de finale, les All Blacks affrontent l'Écosse, il inscrit un essai pour une victoire finale 48-30 au Loftus Stadium. Mais c'est son match face à l'Angleterre en demi-finale qui reste dans les mémoires avec quatre essais et une victoire 45-29; il reçoit des louanges de toutes parts dans les commentaires d'après-match et il devient la figure emblématique de la Coupe du monde 1995,,. Après ce match contre l'Angleterre, la Nouvelle-Zélande est favorite contre l'Afrique du Sud, mais malgré toutes ses tentatives, Jonah Lomu ne peut inscrire le moindre essai en finale et voit les Springboks s'imposer 15-12 dans les prolongations sur un drop de Joel Stransky.

### 1995-1998
Dans leur premier match après la Coupe du monde perdue face à l'Afrique du Sud, les All Blacks sont opposés à l'Australie à Eden Park. Jonah Lomu inscrit le seul essai néo-zélandais et permet à son équipe de l'emporter 28-16. Ils confirment ce succès en Australie un peu plus tard 34-23 avec un nouvel essai de Lomu. Le puissant ailier continue à briller contre l'Italie en marquant deux essais; il perd toutefois le 11 novembre 1995 le premier test match contre la France à Toulouse, la Nouvelle-Zélande s'inclinant 22-15 avec quinze points réussis au pied par le demi d'ouverture Simon Culhane. Au Parc des Princes, le 18 novembre 1995, la réaction des Néo-Zélandais est nette avec une victoire 37-12. Alors que le capitaine français Philippe Saint-André inscrit deux essais, l'expérimenté Ian Jones, les ailiers Jonah Lomu et Eric Rush, l'arrière Glen Osborne marquent un essai chacun et Simon Culhane est efficace au pied pour donner une large victoire aux All Blacks.
Le rugby se professionnalise en 1995. Les trois nations principales de l’hémisphère Sud dans le domaine du rugby se regroupent et forment la SANZAR qui est chargée de vendre les droits de diffusion télévisuelle des nouvelles compétitions nouvellement créées : le Super 12 et le Tri-nations.
La saison 1996 du Super 12 est la première édition d'une compétition disputée par huit franchises d'Australie et de Nouvelle-Zélande – dont celle des Blues où évolue Lomu – et par quatre équipes d'Afrique du Sud qualifiées par l'intermédiaire de la Currie Cup. La compétition débute le 1er mars 1996 et se termine le 25 mai 1996 à Auckland. Elle est remportée par les Blues à l'issue d'une finale contre le Natal. Lomu, qui évolue dans une équipe de province relativement faible, a l'occasion de pouvoir briller en franchise avec les Blues, il inscrit deux essais lors de la demi-finale remportée 48-11 contre le Northern Transvaal et un lors de la finale gagnée 45-21 par les Blues contre le Natal. Il inscrit soixante-cinq points (treize essais) avec les Auckland Blues, durant les trois saisons qu'il dispute avec la franchise.
Les trois grandes nations de rugby à XV de l'hémisphère Sud disputent le Tri-nations en 1996 pour une autre première. Les All Blacks remportent le premier Tri-nations, c'est aussi l'occasion pour eux de gagner leur première série de test matchs en Afrique du Sud, sous la conduite de leur entraîneur John Hart et de leur capitaine Sean Fitzpatrick. Ils gagnent leurs quatre matchs (deux face à l'Afrique du Sud, et deux autres face à l'Australie,) et brillent pour le match d'ouverture face aux Wallabies l'emportant 43-6 à Wellington avec un essai de Lomu.
À la fin de l'année, un problème rénal est diagnostiqué chez le joueur : un syndrome néphrotique qui le tient éloigné des terrains, la durée de ses soins durant pratiquement toute l'année 1997. Il ne participe donc pas au Tri-nations 1997 gagné par ses coéquipiers. Il rejoint les All Blacks tout à la fin de l'année pour des test matchs contre le pays de Galles et contre l'équipe d'Angleterre au cours desquels il n'inscrit aucun essai,. En 1998, il remporte la médaille d'or aux épreuves de rugby à sept aux Jeux du Commonwealth à Kuala Lumpur en battant 21-12 en finale les champions du monde fidjiens,. Il est retenu avec la sélection des All Blacks pour disputer des test matchs. Enfin, le tournoi des Tri-nations 1998 ne constitue pas une priorité pour la sélection qui perd ses quatre matchs et finit dernière cette année-là.

### 1999 et la Coupe du monde

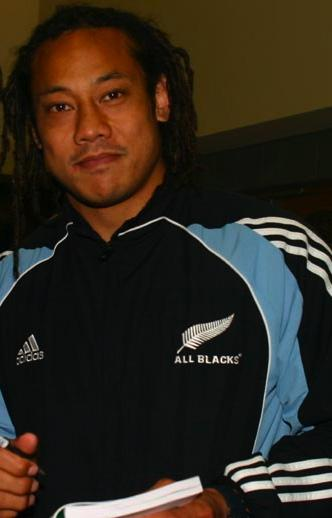
Avec Jonah Lomu, Tana Umaga est le second ailier des All Blacks lors de la Coupe du monde 1999.

Au début de l'année, Jonah Lomu signe pour la franchise des Waikato Chiefs, il joue huit rencontres avec ce club et marque dix points.
La saison 1999 est planifiée pour que la sélection néo-zélandaise soit prête pour la Coupe du monde, son principal objectif. Pendant l'été, les All Blacks remportent le Tri-nations. Ils battent successivement l'Afrique du Sud 28-0, l'Australie 34-15, gagnent en Afrique du Sud 34-18 avant de s'incliner contre les Australiens 7-28 à Sydney pour le dernier match. À titre personnel, Lomu est remplaçant à l'aile et ne parvient pas à inscrire un seul essai en quatre matchs. Les joueurs titulaires à l'aile sont Tana Umaga et Christian Cullen. Ce dernier est un arrière indiscutable de 1996 à 1998, il joue vingt-huit rencontres comme titulaire du numéro 15 avant d'être replacé à l'aile pour le tournoi. Jeff Wilson est également un joueur expérimenté, un ailier efficace, il occupe en 1999 la place dévolue à l'arrière. Quant à Tana Umaga, également candidat au poste d'ailier, il dispute onze matchs dans cette position comme titulaire en 1999.
Lorsque la Coupe du monde débute, les All Blacks sont les grands favoris et Jonah Lomu est attendu par tous. Christian Cullen joue centre, Jeff Wilson est l'arrière, Tana Umaga et Jonah Lomu sont les deux ailiers. Dans son premier match, le joueur d'origine tongienne inscrit deux essais face aux Tonga. Andrew Mehrtens, à dix mètres de l'en-but, après une mêlée ouverte, donne à l'intérieur à Jonah Lomu qui marque entre les poteaux. Sur une nouvelle passe de Mehrtens, il se défait de son adversaire en bout de ligne et marque en coin. Contre l'Angleterre, il marque l'un des plus beaux essais de la compétition, comme l'attestent Martin Johnson et Philippe Sella. Lomu raffûte Jeremy Guscott venu à son contact puis en évite Austin Healey sur un cadrage débordement lancé. À pleine vitesse, il franchit facilement la ligne d'essai malgré le retour de Matt Dawson et Dan Luger dont les placages approximatifs ne l'empêchent pas de marquer un essai de soixante mètres le long de la ligne de touche gauche. Enfin, contre l'Italie battue 101-3, il inscrit deux nouveaux essais.
La Nouvelle-Zélande finit première de son groupe et affronte l'Écosse en quart de finale qu'elle bat 30-18 avec un nouvel essai de Lomu. Sur une passe de Josh Kronfeld à trente mètres des buts, en bout de ligne, il déborde l'ailier adverse et résiste au plaquage de l'arrière pour marquer en coin. En demi-finale, les All Blacks sont opposés à la France et malgré deux essais de leur joueur vedette, ils s'inclinent 43-31,. Jonah Lomu résiste à huit Français pour marquer le premier essai. « Un raffut, un crochet intérieur, cinq joueurs français autour, personne ne peut le prendre » commente Bernard Laporte. Pour le deuxième, Jeff Wilson récupère le ballon dans son propre camp sur un dégagement de Christophe Lamaison. Puis il combine un redoublement de passes avec le puissant ailier, lui redonne le cuir. Lomu échappe alors à deux adversaires et navigue entre Xavier Garbajosa, Philippe Bernat-Salles et Fabien Galthié lors d'une course de trente mètres pour finalement marquer. Lors de la petite finale, la Nouvelle-Zélande s'incline 22-18 contre les champions du monde sortants. Jonah Lomu inscrit finalement huit essais lors de cette Coupe du monde qui, ajoutés aux sept réalisations de 1995, le propulse meilleur marqueur d'essais de tous les temps en Coupe du monde,.
Après la Coupe du monde, l'avenir de Jonah Lomu est l'objet de nombreuses spéculations. En effet, son contrat avec la fédération néo-zélandaise arrive à échéance,. Il est annoncé dans la National Football League (championnat des États-Unis de football américain), le Championnat anglais (Saracens, Bristol, London Irish, Worcester) et la Super League (Wakefield, Leeds Rhinos). Finalement, il décide de rester en Nouvelle-Zélande. Son salaire est alors estimé à 1,5 million de francs par an, auquel s'ajoutent 3,5 millions provenant des contrats passés avec ses sponsors.

### 2000-2003

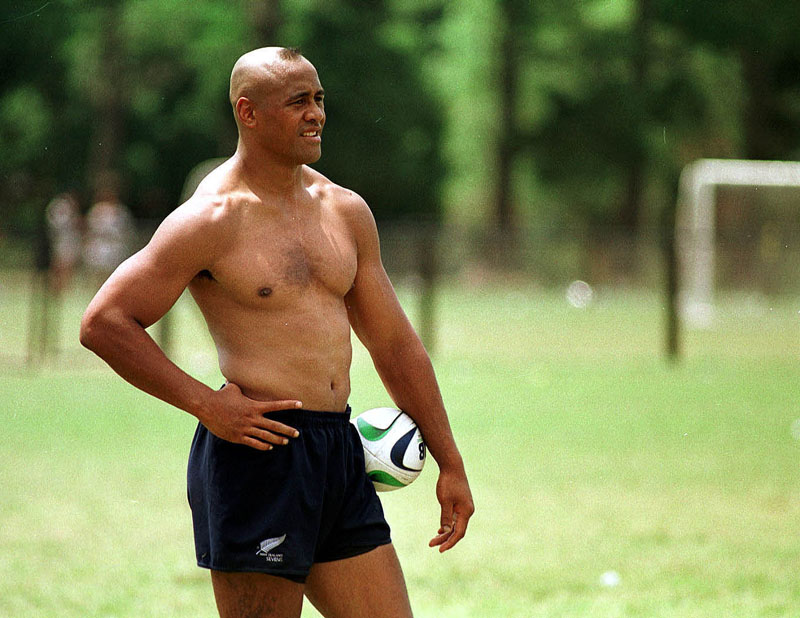
Jonah Lomu à la Coupe du monde de rugby à sept en 2001.

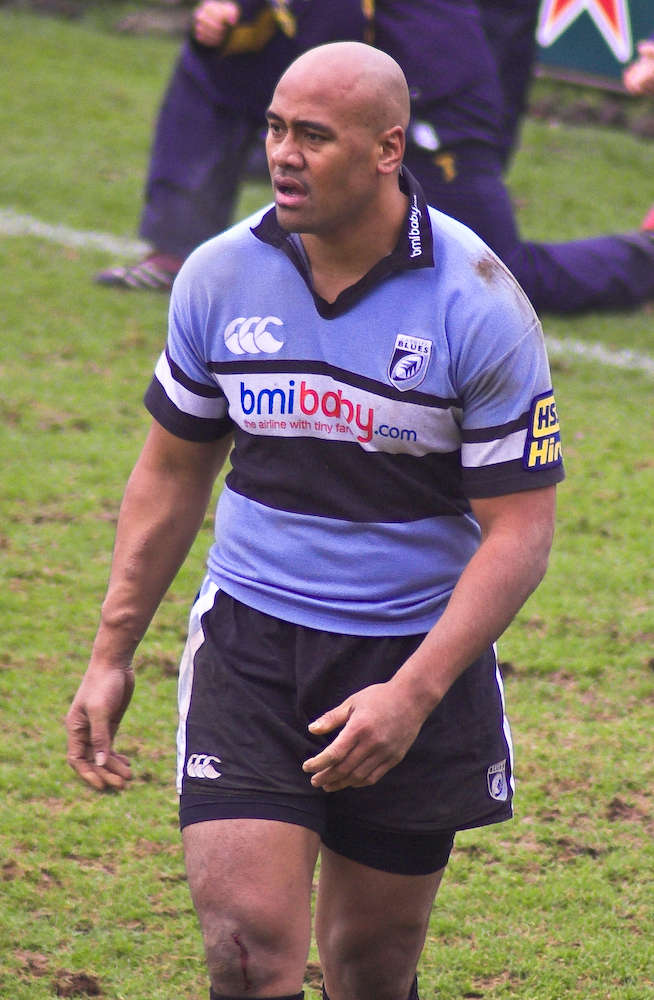
Jonah Lomu avec les Cardiff Blues.

Après seulement huit rencontres jouées avec les Chiefs, le joueur natif d'Auckland, accompagné de Tana Umaga, rejoint les Hurricanes pour quatre saisons de 2000 à 2003. Cette même année, il remporte le National Provincial Championship avec Wellington et marque deux essais dont l'un à l'issue d'une course de plus de 50 mètres lors de la finale remportée 48-23 contre Auckland.
Les premiers matchs avec la sélection en cette année 2000 se déroulent parfaitement, mais dans le tournoi des Tri-nations malgré deux victoires,, la Nouvelle-Zélande est défaite à deux reprises, et termine deuxième. Lomu y inscrit un seul essai dans le premier match permettant aux siens de l'emporter sur l'Australie. Il dispute également des test matchs en fin d'année dont un match au Stade de France contre la France, gagné 39-26.
En 2001, il prend part à la victoire de la Nouvelle-Zélande à la Coupe du monde de rugby à sept,. Il marque notamment trois des cinq essais en finale. En rugby à XV, les All Blacks sont de nouveau dominés au Tri-nations avec deux victoires et deux défaites ; Lomu n'inscrivant qu'un seul essai pendant la compétition. Il participe aux victoires en test matchs contre l'Argentine, la France, l'Irlande et l'Écosse lors de la tournée de novembre.
En 2002, il ne participe qu'à un seul match des Tri-nations contre l'Afrique du Sud et se retrouve de plus en plus souvent sur le banc malgré de bonnes performances. Le joueur natif d'Auckland est retenu pour une tournée d'automne en Europe. Les All Blacks sont battus par les Anglais 28-31, mais le puissant ailier inquiète tout de même le XV de la Rose en inscrivant deux essais. Une semaine plus tard, la Nouvelle-Zélande concède un match nul 20-20 contre la France. Les essais sont l'œuvre d'Olivier Magne et Nicolas Brusque pour les Bleus, et de Kees Meeuws et Tana Umaga pour les All Blacks. Si Kees Meeuws marque un nouvel essai contre le pays de Galles(victoire 43 à 17), Lomu ne score pas pour son dernier match avec les All Blacks à l'âge de 27 ans.
En mai 2003, la Fédération néo-zélandaise annonce que Lomu est mis en dialyse trois fois par semaine à cause de la détérioration de ses fonctions rénales. Les conséquences de ce traitement sont néfastes pour la poursuite de sa carrière, et les médecins le mettent en garde : si la transplantation ne fonctionne pas, il peut se retrouver en chaise roulante. Il ne peut donc participer à la Coupe du monde de rugby à XV 2003,. Jonah Lomu bénéficie, à la fin du mois de juillet 2004, d'une transplantation réussie à Auckland et décide en juin 2005 de reprendre l'entraînement.

### 2004-2010: tentatives de retour

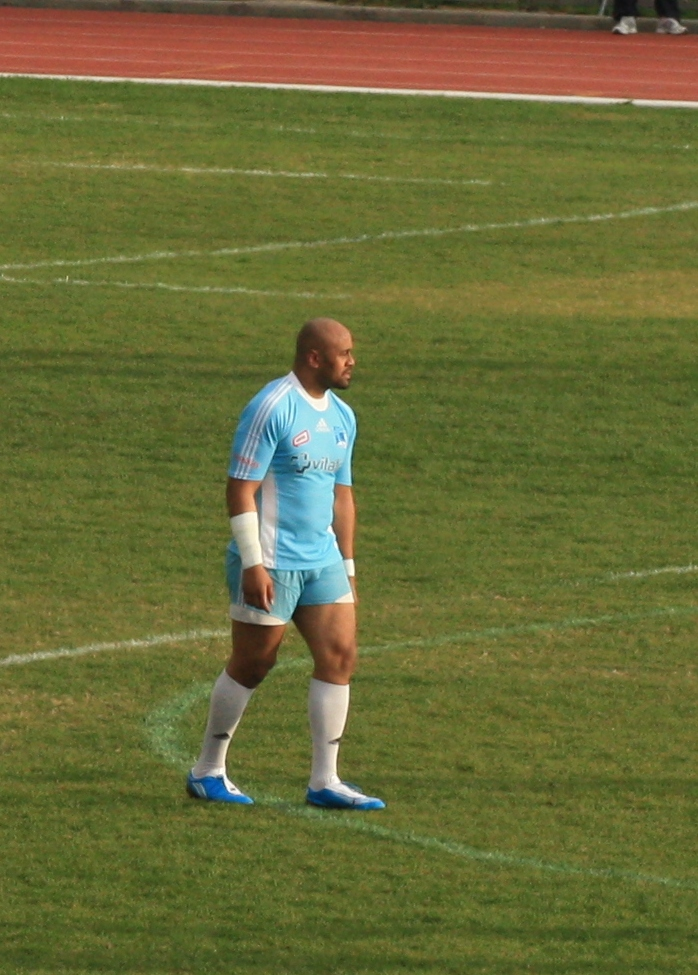
Jonah Lomu lors du match Marseille Vitrolles-US Montmélian le 22 novembre 2009.

Lomu tente de revenir au plus haut niveau malgré ses graves problèmes de santé. Il se prépare avec la province néo-zélandaise de North Harbour mais se blesse à l'épaule,. Il rate la saison 2005 de NPC en tant que joueur mais aide son club de North Harbour comme assistant des lignes arrières. Il joue dix matchs pour les Cardiff Blues en 2005-2006 avant un nouvel arrêt en avril 2006 à cause d'une blessure à la cheville,. Il retourne en juin 2006 en Nouvelle-Zélande auprès de la province de North Harbour pour une nouvelle brève apparition. Il n'a pas de proposition pour jouer la saison 2007 de Super 14,, et ses espoirs de Coupe du monde 2007 s'envolent. Après s'être vu proposer un contrat fin 2006 par le club australien de rugby à XIII des Gold Coast Titans pour jouer dans la National Rugby League, il arrête officiellement sa carrière en 2007.
En juin 2009, à la surprise générale, il s'engage avec le club français de Fédérale 1 de Marseille Vitrolles,, qui a déjà recruté Isitolo Maka et Alain Hyardet. Il est séduit par le projet du club de la deuxième ville de France qui veut accéder rapidement à la Pro D2. Il se prépare physiquement et s'inscrit même à un concours de culturisme. Après être arrivé le 3 novembre 2009 à Marseille, il dispute son premier match sous les couleurs de son nouveau club le 22 novembre 2009 contre l'US Montmélian,,. Jonah Lomu ne dispute que trois matchs de la première phase. Le club parvient à se qualifier pour la deuxième phase, le trophée Jean Prat. Il tente de terminer à l'une des deux premières places qualificatives, le joueur néo-zélandais dispute deux rencontres le 28 mars et le 11 avril 2010 contre Béziers et Lavaur, puis deux autres mais le club ne parvient pas à se qualifier pour la dernière phase et ne peut accéder à la Pro D2. Au cours de son passage au club marseillais, il évolue au poste de centre ou de troisième ligne centre. Il met alors un terme à sa carrière.

## Reconversion
Jonah Lomu souhaite commencer une carrière de boxeur à l'été 2011 et signe un contrat de trois ans avec la société KOWS. Il dispute un premier tournoi au cours de l'été en Nouvelle-Zélande dans la catégorie des Lourds. Devant également participer à Fight for Life en décembre, un événement de boxe à but caritatif, il ne peut y prendre part à la suite d'une hospitalisation durant le mois de septembre pour subir une dialyse en raison de problèmes à son rein greffé. Il est en dialyse trois fois par semaine et suit un traitement en vue de guérir son rein, qu'il rejette. Chaque séance de dialyse dure six heures. Selon le journal The Guardian, Lomu est placé en liste d'attente pour une nouvelle transplantation rénale.

## Mort
Le 18 novembre 2015, le docteur John Mayhew, ancien médecin des All Blacks, annonce la mort de Lomu à son domicile d'Auckland, à l'âge de 40 ans. La cause évoquée du décès est une crise cardiaque,. Selon Mayhew, le décès serait probablement dû à la formation d'un caillot de sang au niveau d'un poumon durant le vol entre le Royaume-Uni et la Nouvelle-Zélande que Lomu a pris après avoir assisté à la Coupe du monde de rugby à XV 2015. Le 30 novembre, un hommage lui est rendu à l'Eden Park d'Auckland. Après sa mort, une fondation est créée pour prendre soin des enfants de Lomu, sa situation financière ne lui permettant pas de leur assurer un héritage en raison entre autres des coûts des traitements médicaux qu'il a dû assumer.

## Palmarès
En une dizaine d'années, Jonah Lomu s'est construit un palmarès honorable avec un titre de championnat des provinces de Nouvelle-Zélande, deux éditions du Super 12, trois éditions du Tri-nations, une place de finaliste en Coupe du monde et une autre de demi-finaliste.

### En club
- Vainqueur du Super 12 en 1996 et 1997
- Vainqueur du National Provincial Championship en 2000

### En équipe nationale

#### En rugby à XV
- Finaliste de la Coupe du monde 1995
- Vainqueur du Tri-nations en 1996, 1999 et 2002.

##### Coupe du monde
| Édition             | Rang                   | Résultats Nouvelle-Zélande | Résultats J. Lomu | Matchs J. Lomu |
| ------------------- | ---------------------- | -------------------------- | ----------------- | -------------- |
| Afrique du Sud 1995 | Vice-champion du monde | 5 v, 0 n, 1 d              | 4 v, 0 n, 1 d     | 5/6            |
| Royaume-Uni 1999    | Quatrième              | 4 v, 0 n, 2d               | 4 v, 0 n, 2 d     | 6/6            |

Légende : v = victoire ; n = match nul ; d = défaite.

##### Tri-nations
| Édition          | Rang | Résultats Nouvelle-Zélande | Résultats J. Lomu | Matchs J. Lomu |
| ---------------- | ---- | -------------------------- | ----------------- | -------------- |
| Tri-nations 1996 | 1    | 4 v, 0 n, 0 d              | 3 v, 0 n, 0 d     | 3/4            |
| Tri-nations 1998 | 3    | 0 v, 0 n, 4 d              | 0 v, 0 n, 4 d     | 4/4            |
| Tri-nations 1999 | 1    | 3 v, 0 n, 1 d              | 3 v, 0 n, 1 d     | 4/4            |
| Tri-nations 2000 | 2    | 2 v, 0 n, 2 d              | 2 v, 0 n, 2 d     | 4/4            |
| Tri-nations 2001 | 2    | 2 v, 0 n, 2 d              | 2 v, 0 n, 2 d     | 4/4            |
| Tri-nations 2002 | 1    | 3 v, 0 n, 1 d              | 1 v, 0 n, 0 d     | 1/4            |

Légende : v = victoire ; n = match nul ; d = défaite.

#### En rugby à sept
Jonah Lomu a également représenté son pays en rugby à sept, remportant notamment :
- 1998 : médaille d'or aux épreuves de rugby à sept aux Jeux du Commonwealth[3],[58]
- 2001 : Champion du monde[87],[88]

## Statistiques

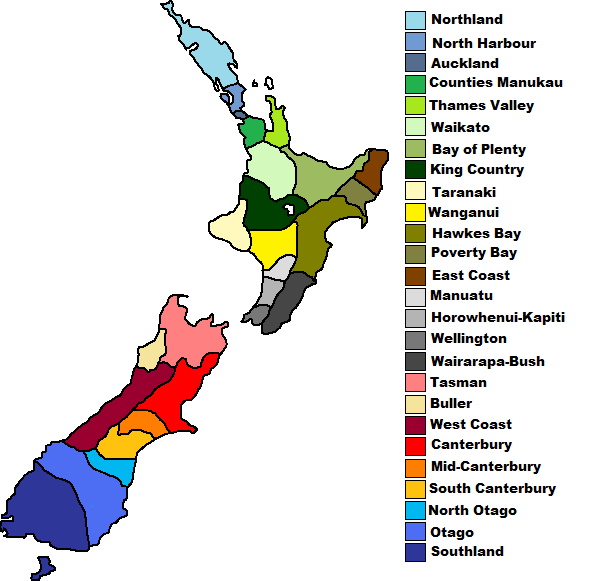
Carte des équipes de province néo-zélandaises.

### En franchise et en province
Lomu dispute 59 matchs de Super 12, 22 avec les Blues en 1996 et 1998, 8 avec les Waikato Chiefs en 1999 et 12 avec les Hurricanes de 1999 à 2003. Il fait notamment partie de l'équipe des Blues qui remporte le premier titre du Super 12 en 1996.
Sur le plan régional, il dispute 28 matchs avec Counties Manukau entre 1994 et 1999 et 21 matchs avec Wellington avec un titre de champion de la National Provincial Championship en 2000 auquel il contribue largement en marquant deux essais lors de la finale.

### En équipe nationale
Depuis 1994, Jonah Lomu dispute 63 matchs avec l'équipe des All Blacks au cours desquels il marque 37 essais. Il participe notamment à deux Coupes du monde : en 1995, il joue cinq matchs à chaque fois comme titulaire et en 1999, il en joue un de plus, également tous en tant que titulaire. Il inscrit vingt essais entre 1995 et 1999 mais n'est pas pour autant le meilleur marqueur d'essais néo-zélandais, ni le joueur au meilleur pourcentage essai par match, il devance toutefois des joueurs comme Tana Umaga et John Kirwan. Il dispute également six éditions du Tri-nations en 1996, 1998, 1999, 2000, 2001 et 2002.

## Style, revenus et activités en dehors du rugby

### Style

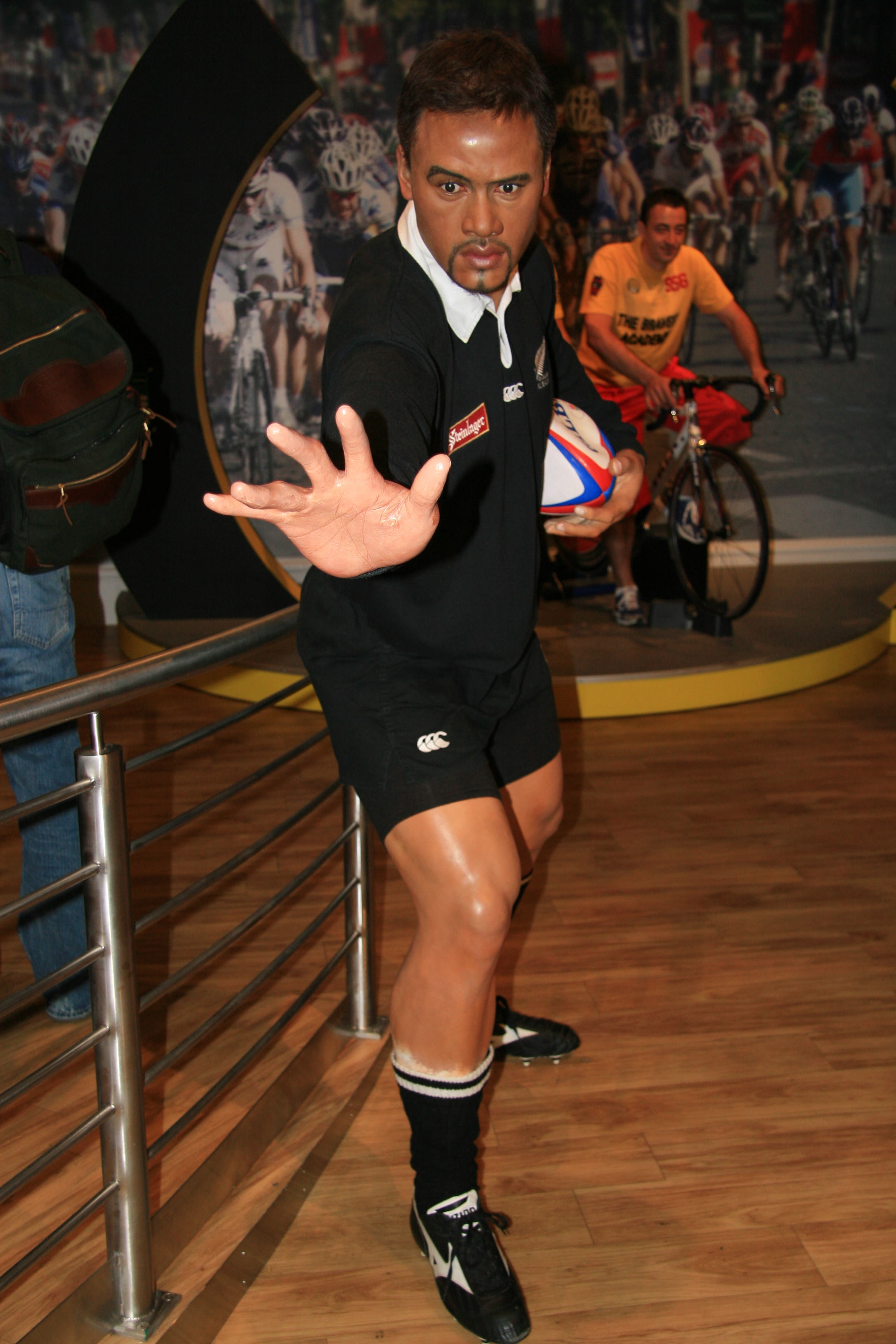
Jonah Lomu raffûte un adversaire, au musée de cire Madame Tussauds.

Jonah Lomu mesure 1,96 mètre et son poids de forme est de 119 kilogrammes. Ce physique hors norme pour un ailier le favorise car il est grand, puissant et rapide. En effet, au meilleur de sa forme, il est capable de courir le 100 mètres en moins de 11 secondes,,. Sa puissance et sa rapidité alliées à une agressivité lui donnent une présence intimidante sur le terrain. Ses qualités lui permettent tout au long de sa carrière de marquer des essais spectaculaires caractérisés par de longues courses balle en main, transperçant les défenses, raffûtant les joueurs adverses et résistant aux plaquages. À titre d'exemples, on peut citer un essai marqué en demi-finale de la Coupe du monde 1995 contre l'Équipe d'Angleterre avec une action surprenante face à Mike Catt, un autre sur une course de soixante mètres également contre l'Angleterre lors de la Coupe du monde 1999 comme l'attestent Martin Johnson et Philippe Sella,, ou encore l'essai marqué contre la France en demi-finale de cette même Coupe du monde où il résiste à huit français. Son style tout en puissance lui vaut le surnom de « l'autobus ».

### Impact médiatique et populaire
Jonah Lomu a seulement vingt ans quand il devient un phénomène médiatique, en marquant quatre essais en demi-finale de la Coupe du monde 1995 contre l'Équipe d'Angleterre. Il inscrit sept essais au cours de cette compétition et en marque huit autres lors de l'édition de 1999, ce qui le propulse meilleur marqueur d'essais de tous les temps en Coupe du monde et contribue à sa popularité dans le monde du rugby. D'ailleurs, en 2007 pour les vingt ans de la première épreuve de la Coupe du monde, Zinzan Brooke, John Eales, Martin Johnson, Philippe Sella et Joel Stransky le considèrent comme le joueur qui a le plus d'impact sur la compétition. Cette même année, le joueur d'origine tongienne est un des dix grands joueurs internationaux de rugby à XV du passé introduits au Temple international de la renommée du rugby (en anglais International Rugby Hall of Fame),. Tout comme Jonny Wilkinson, il est l'un des rares rugbymen à avoir sa statue au musée de cire Madame Tussauds.
Que ce soit par ses performances sportives en Coupe du monde ou ses soucis de santé, Lomu est très populaire et focalise l'attention des médias même si les puristes du rugby relativisent son impact. En 1999, les nombreuses spéculations fleurissant dans les médias quant à son avenir à l'issue de la Coupe du monde en constituent un exemple marquant. Plus récemment, le retour sur les terrains de Jonah Lomu sous les couleurs de son nouveau club le 22 novembre 2009 contre l'US Montmélian sur Eurosport mobilise media français et étrangers,, partenaires et publicitaires pour un investissement avantageux.
Vincent Clerc lui rend hommage : « C'était un honneur de jouer face à celui qui aura le plus marqué le rugby mondial. C'est une chance de l'avoir affronté. Il transpirait la force, mais aussi la gentillesse et la simplicité. C'était pour moi la rencontre la plus marquante de ma carrière. ».

### Sponsors, collaborations et revenus

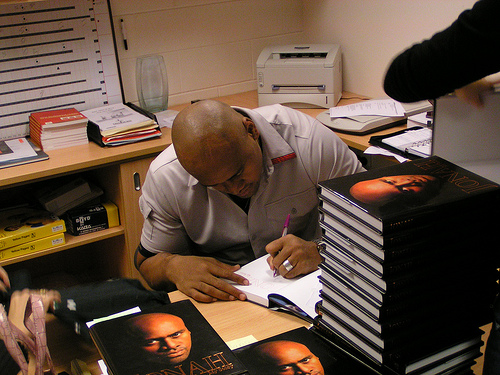
Jonah Lomu fait la promotion de son livre.

La professionnalisation du rugby à XV est entamée en 1995 avec Jonah Lomu, et se poursuit et s'accentue dans les années 2000. Les sportifs voient alors leur statut évoluer et le monde du rugby à XV bascule vers un business de plus en plus important. Jonah Lomu est recruté par Adidas, qui équipe les All Blacks et fait de la promotion autour de leur image depuis 1999,. En 1999, il signe avec Adidas un contrat pluriannuel de dix millions de dollars néo-zélandais,. Ses revenus annuels sont alors de quatre cent mille dollars néo-zélandais. Avant ce nouveau contrat, son salaire est estimé à 1,5 million de francs par an, auquel s'ajoutent 3,5 millions provenant de ses sponsors.
Jonah Lomu donne son nom à un jeu vidéo, Jonah Lomu Rugby, sorti sur PlayStation, PC et Saturn, développé par Rage Software et édité par Codemasters. Il constitue la première adaptation de grande qualité en matière de rugby sur console.
Durant la Coupe du monde 2007, il est consultant pour le magazine français Rugby Hebdo. Il y écrit notamment, en vue d'une possible confrontation entre la France et la Nouvelle-Zélande en quart de finale : « France/Nouvelle-Zélande, c'est une finale ».
En 2009-2010, il ne perçoit que 70 000 euros de salaire brut annuel comme joueur de Marseille Vitrolles, ses principaux revenus annuels sont d'origine publicitaire. À titre de comparaison, le Néo-Zélandais Daniel Carter perçoit 700 000 euros pour la saison 2008-2009 avec Perpignan et le Racing Métro 92 engage Sébastien Chabal en 2009 pour plus de 800 000 euros de salaire annuel.

### Engagement personnel
Jonah Lomu était membre du club des Champions de la Paix, un collectif de 54 athlètes de haut niveau créé par Peace and Sport, organisation internationale basée à Monaco et œuvrant pour la construction d'une paix durable grâce au sport.